# BioRxiv
bioRxiv (kde písmeno x má být chápáno jako řecké písmeno chí a název má být vlastně zkratkou bio-archiv) je webová stránka s otevřeným přístupem určená pro publikování preprintů z oblasti biologie. Byla uvedena do provozu v roce 2013 a je inspirována webem arXiv, který slouží pro zveřejňování preprintů především z matematiky, fyziky a informatiky. Založili ji John Inglis a Richard Sever a je hostována soukromou společností Cold Spring Harbor Laboratory sídlící ve státě New York ve Spojených státech amerických.
Protože se jedná o web zveřejňující preprinty, nedochází před zveřejněním k žádnému recenznímu řízení, pouze k zběžné kontrole, mj. vůči plagiaci.